# 麦崩乡
麦崩乡，是中华人民共和国四川省甘孜藏族自治州康定县下辖的一个乡镇级行政单位。

## 行政区划
麦崩乡下辖以下地区：
为舍村、日央村、高吾村、敏迁村、磨子沟村、昌昌村、瓜达沟村、厂马村、含泥村和下火地村。